# 2019年大阪市長選舉
2019年大阪市長選舉（日语：／ Nisenjūkyū nen Ōsaka shichō senkyo）是2019年（平成31年）4月7日在日本舉行的第19回統一地方選舉中選出第21任大阪市長的選舉。是次選舉的候選人是松井一郎與柳本顯，其中前者當選市長。

## 概要
第20任大阪市長吉村洋文在2019年大阪府知事選舉參選大阪府知事引發了新一次大阪市長選舉。與吉村同屬大阪維新会的時任大阪府知事松井一郎成為該黨派出的候選人，而自由民主党與公明党則派出柳本顯為候選人；柳本也同時獲得日本共產黨與部落解放同盟的支援。是次選舉是1971年（昭和46年）第7回統一地方選舉舉行後48年来首次與統一地方選舉同時舉行的大阪市長選舉。
2019年3月3日，松井對於「換位選舉」的説法作出了回應。在連任的情況下，即使舉行選舉，大選也將在任期屆滿時再次舉行，因此松井稱「如果要連任知事的話，那就必須在11月再次進行選舉。對於我們這些納稅人來説，換位選舉不像這樣低效」解釋了參與「換位選舉」的理由。朝日新聞評論此舉為「通過在同一天舉行四場選舉，並在議會選舉中獲得半數多數席位的方式來增強勢頭的策略」，而每日新聞則批評此舉是「對地方自治制度的兩重背叛」。
商界正在為2025年世界博覽會進行籌備當中，而對世界博覽會的宣傳活動則造就了大阪官民間的「蜜月」的延續。

## 候選人及選舉結果
是次選舉的合資格選民共有2,225,068人，而投票率則是52.70%。NHK新聞速報在投票即將結束時已經報導松井獲勝的消息。松井在大阪市內的24區都取得了多數票。如無另外注明，以下資料皆由讀賣新聞的統一地方選舉2019速報提供。
| 黨籍           | 無黨籍 | 大阪維新会 |
| 候選人         | 柳本顯 | 松井一郎   |
| 候選人         | |            |
| 年齡           | 45 | 55         |
| 此前職位       | 前大阪市議會議員 自民大阪市法律顧問                                                                                              | 大阪府知事 |
| 政黨推薦、支持 | 自由民主党推薦 公明党大阪府本部推薦 国民民主党大阪府總支部連合会支持 立憲民主党大阪府連合自主支援 日本共產黨大阪府委員会自主支援 |            |
| 得票數         | 476,351 | 660,819    |
| 得票率         | 41.9% | 58.1%      |
| 當選           | | 是         |

## 選舉主要爭論點
- 大阪都構想[16]
- 成長戰略（日语：成長戦略）[16]
- 大阪戰略調整會議（日语：大阪戦略調整会議）[16]
- 2025年世界博覽會[16][17]